# Diriangén Fútbol Club
Maillots
Le Diriangén Fútbol Club est un club nicaraguayen de football basé à Diriamba. Avec 25 championnats remportés, il est le club le plus titré du Nicaragua et entretient une forte rivalité avec le second club du pays, le Real Estelí Fútbol Club.

## Palmarès
- Championnat du Nicaragua (32) : 
  - Champion : 1940, 1941, 1942, 1943, 1944, 1945, 1949, 1953, 1956, 1959, 1969, 1970, 1974, 1981, 1982, 1983, 1987, 1989, 1992, 1995, 1996, 1997, 2000, A. 2004, C. 2005, A. 2005, C. 2018, C. 2021, A. 2021C. 2022, A. 2023, C. 2024
- Coupe du Nicaragua (2) :
  - Vainqueur : 1996, 1997
- Championnat féminin du Nicaragua (4) : 
  - Champion : 2000, 2001, 2003, 2010